# Григорян, Абраам Овасапович
Абраам Овасапович Григорян — советский хозяйственный и государственный деятель, лауреат Государственной премии СССР за выдающиеся достижения в труде.

## Биография
Родился в 1929 году в Азеране. Член КПСС.
В 1946 году репатриирован в Армянскую ССР.
В 1951—1989 годах — тракторист, бригадир виноградарской и тракторной бригад колхоза им. М. Азизбекова Араратского района Армянской ССР.
За девятую пятилетку бригада Григоряна в среднем собрала по 195,9 ц/га винограда на площади 24 га.
За выдающиеся достижения в труде, освоение и внедрение комплексной механизации при возделывании технических, овощных, плодовых культур, картофеля и получение высоких устойчивых урожаев был в составе коллектива удостоен Государственной премии СССР за выдающиеся достижения в труде 1975 года.
Жил в Армении.

## Награды
- Орден Трудового Красного Знамени
- Орден Знак Почёта